# Günther Vanaudenaerde
Günther Vanaudenaerde, né le 23 janvier 1984, est un joueur de football. Il joue au poste d'arrière droit.

## Biographie
Formé au FC Bruges, il devient professionnel en 2005. Malgré une bonne saison, il doit quitter le club à l'été 2006 et il rejoint les Pays-Bas et NEC Nimègue. Il joue très peu et décide à la fin de la saison de revenir en Belgique, au KVC Westerlo. Il y retrouve son ancien entraîneur, Jan Ceulemans.